# Stefan Betz

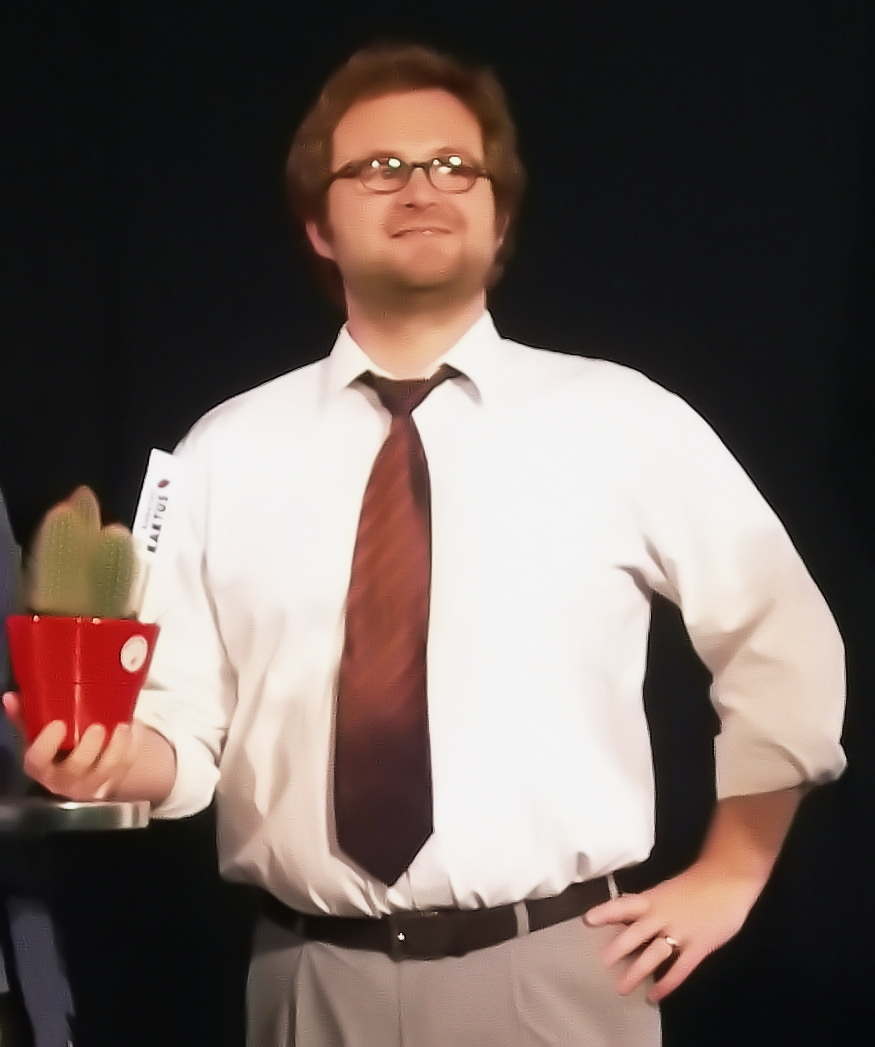
Stefan Betz beim Kabarett Kaktus, 2005

Stefan Betz (* 1. Februar 1970 in Landshut) ist ein deutscher Regisseur, Drehbuchautor und Schauspieler.

## Leben
Betz wuchs zusammen mit seinen drei Schwestern in Niederbayern auf. Nach seinem Abitur begann er ein Lehramtsstudium in Metalltechnik und Sozialkunde. Neben dem Studium drehte er mehrere Kurzfilme und wurde zweimal mit dem Jugendfilmpreis ausgezeichnet. Danach war er Stipendiat an der Drehbuchwerkstatt München und inszenierte 2003 den Kurzfilm Sommergeschäfte, der vom FFF Bayern gefördert wurde. 2005 kam sein Spielfilmdebüt Grenzverkehr in die Kinos. Beim Kabarett Kaktus 2005 gewann er den 2. Preis. Mit Richard Oehmann gestaltet er beim bayerischen Politikerderblecken auf dem Nockherberg seit 2018 das traditionelle Singspiel.

## Filmografie

### Regie/Drehbuch
- 2003: Sommergeschäfte (Kurzfilm)
- 2005: Grenzverkehr
- 2009–2012: Spezlwirtschaft
- 2013: München 7 – Deeskalation (Drehbuch)
- 2013: München 7 – Ja, wo ist er denn (Drehbuch)
- 2016: Schweinskopf al dente (Drehbuch)
- 2017: Grießnockerlaffäre (Drehbuch)
- 2018: Sauerkrautkoma (Drehbuch)
- 2019: Leberkäsjunkie (Drehbuch)
- 2021: Kaiserschmarrndrama (Drehbuch)
- 2021: Nestwochen (Drehbuch)
- 2022: Guglhupfgeschwader (Drehbuch)
- 2023: Rehragout-Rendezvous (Drehbuch)

### Als Schauspieler
- 2006: Polizeiruf 110: Er sollte tot
- 2006: Schwere Jungs (Regie: Marcus H. Rosenmüller)
- 2007: Beste Zeit (Regie Marcus H. Rosenmüller)
- 2008: Meine Mutter, mein Bruder und ich!
- 2008: Mord in aller Unschuld (Fernsehfilm)
- 2008: Das große Hobeditzn (Regie Matthias Kiefersauer)
- 2010: Sau Nummer vier. Ein Niederbayernkrimi (Fernsehfilm, Regie: Max Färberböck)
- 2009–2012: Franzi (Fernsehserie, Regie: Matthias Kiefersauer)
- 2012: Dampfnudelblues (Kinofilm, Regie: Ed Herzog)
- 2013: Paradies 505. Ein Niederbayernkrimi
- 2016: Tatort: Mia san jetz da wo’s weh tut
- 2016: Tatort: Die Wahrheit
- 2017: Tatort: Hardcore
- 2018: Tatort: KI
- 2019: Tatort: One Way Ticket
- 2021: Tatort: Dreams
- 2022: Tatort: Kehraus
- 2022: Zimmer mit Stall – Über alle Berge
- 2023: Tatort: Game Over
- 2024: Tatort: Schau mich an